# 夏朗德河
夏朗德河（法語：Charente，法語發音：[ʃaʁɑ̃t] ⓘ）是法國的河流，位於該國西南部，河道全長381公里，流域面積約10,000平方公里，平均流量每秒40立方米，發源自谢罗纳克，最終在罗什福尔附近注入大西洋。

## 外部連結
- http://www.geoportail.fr （页面存档备份，存于）
- Sandre数据库中的夏朗德河 （页面存档备份，存于）